# باغ (فیلم ۱۹۹۵)
«باغ» (اسلواکی: Záhrada) یک فیلم به کارگردانی مارتین شولیک است که در سال ۱۹۹۵ منتشر شد.